# Penafonte
Penafonte ist eine von sieben Parroquias der Gemeinde Grandas de Salime in der autonomen Region Asturien, im Norden Spaniens.
Die 85 Einwohner (2011) leben in 67 Gebäuden auf einer Fläche von 18,99 km² was einer Bevölkerungsdichte von 4,5 Einw./km² entspricht. Die Gemeindehauptstadt Grandas ist ca. 11,50 km entfernt. Die kleine Kirche von Penafonte ist Santa María Magdalena geweiht.

## Ortsteile
- A Brañota
- A Lleira
- A Pontiga
- A Viñola
- Bustelo Camín
- Penafonte
- Penafurada
- Silvañá
- Soane
- Teixeira
- Valabilleiro
- Veigaicima
- Xestoseilo
- Xestoso